# Тугужуко Кызбэч
Тугужуко Кызбэч (Хаджи Хуз-бек, Казбич, Кизбеч; адыг.  Тыгъужъыкъо Къызбэч) (1777—1840) — один из наиболее значимых предводителей Адыгов в борьбе Черкесии за независимость, во время Кавказской войны. Его имя так же фигурирует в ряде литературных произведений.

## Биография
Тугужуко Шеретлуко Кызбэч родился в 1777 году в селе Беаннаш, находившемся в бассейне р. Адагум. Происходил из дворянского шапсугского рода Шеретлуко. Знавший его лично англичанин Джеймс Белл назвал Кызбэча «Львом Черкесии». Его предводительская военная деятельность в Черкесии приходится на 1810—1839 года. В 1834 году дважды одержал победу над царскими войсками. В первом случае, находясь во главе 700 шапсугских всадников, в районе Абина Тугужуко рассеял 14-тысячный царский отряд. В сражении погибло 150 русских воинов, было захвачено 7 телег с фуражом. Во втором случае, предводительствуя 900 горцами, «лев черкесов» разогнал ещё больший царский отряд, отобрав у него всю его добычу, включая пленных из 9 черкесских сёл. В 1837 году в сопровождении 250 человек Кызбэч атаковал на правом берегу Кубани русский форт, прогнал занятых сенокосом солдат, которые побросали косы как сказано в источнике, числом около 200 штук. Забрав их в виде трофея, черкесские воины вернулись домой.
Тугужуко выступал не только организатором военных походов, но и выказывал личное мужество и героизм. В начале июня 1837 году он в одиночку бросился на стражу Николаевского форта, пленил солдата и прихватил с собой 9 винтовок. Однако далеко не всегда военные предприятия Кызбэча заканчивались удачей. 30 января 1830 года «Лев черкесов» с 4 тыс. горцев атаковал станицу Елизаветинскую, но потерпел сокрушительное поражение от отряда атамана А. Д. Бескровного. В другом, но уже победоносном бою, в октябре 1838 году, он получил 7 тяжёлых ран, ранены были и его сыновья. Вскоре один из них умер. Но это обстоятельство, по словам Д. Белла, «… не растрогало отца, и он посмотрел на его смерть, как и вообще здесь смотрят на неё, как на предопределение свыше».
Как воин, Тугужуко пользовался большим уважением среди противников. Царские генералы вступали с ним в переговоры и неоднократно предлагали перейти на службу России. Император Николай I за большую сумму пытался приобрести у Кызбэча его портрет. Но «лев черкесов» относился с презрением ко всем предложениям русских.
Тугужуко Кызбэч умер от полученных ран при штурме Вельяминовского форта 29 февраля 1840 года (по другим данным — 1839 г.).

## Увековечение памяти
28 апреля 2018 года в Центральной площади аула Афипсип состоялось торжественное открытие памятника народному адыгскому герою Тугужуко Кызбэчу. Памятник установлен на одной площади с мемориалом в честь 150 уроженцев аула, отдавших свои жизни в борьбе с нацистской агрессией.

## Интересные факты
Существует мнение, что персонаж Лермонтова Казбич появился под влиянием яркого образа Тугужуко Кызбэча, рассказы о котором ходили по всему Кавказу.
Непосредственно Тугужуко Кызбэч (Казбич «на правом фланге, у шапсугов») упоминается у Лермонтова в романе «Герой нашего времени»:
«— А не слыхали ли вы, что сделалось с Казбичом? — спросил я.
— С Казбичом? А, право, не знаю… Слышал я, что на правом фланге у шапсугов есть какой-то Казбич, удалец, который в красном бешмете разъезжает шажком под нашими выстрелами и превежливо раскланивается, когда пуля прожужжит близко; да вряд ли это тот самый!..»
В черкесском (адыгском) фольклоре сохранились предания, характеризующие его как образец воителя, «поражающего неустрашимостью» и суровостью. (См. ниже о героической песне)